# Halla Margrét Árnadóttir
Halla Margrét Árnadóttir, född 23 april 1964 i Reykjavik, är en isländsk operasångerska.
Árnadóttir studerade vid Garðabærs musikskola. Efter examen där studerade hon i Italien, där hon tog privatlektioner i sång. Hon har studerat för lärare som Rina Malatrasi, Lucetta Bizzi och Katia Ricciarelli. Internationellt är hon kanske mest känd för att ha representerat Island i Eurovision Song Contest 1987, som ägde rum i Bryssel. Hon framförde sången Hægt og hljótt (sv: Sakta och tyst) och hamnade på en 16:e plats (av totalt 22 länder) med 28 poäng.
Sedan 1990-talet har Árnadóttir främst ägnat sig åt opera och var 1999–2001 knuten till Italiens största operettbolag, Compagnia di Corrado Abbadi. Hon var bland annat huvudrollsinnehavare i Strauss' Die Fledermaus och Franz Lehárs Die Lustige Witwe. Tillsammans med den isländska biskopskören Skálholt har hon uppträtt för den då nyvalda påven Benedictus XVI.